# Prieur de Christ Church

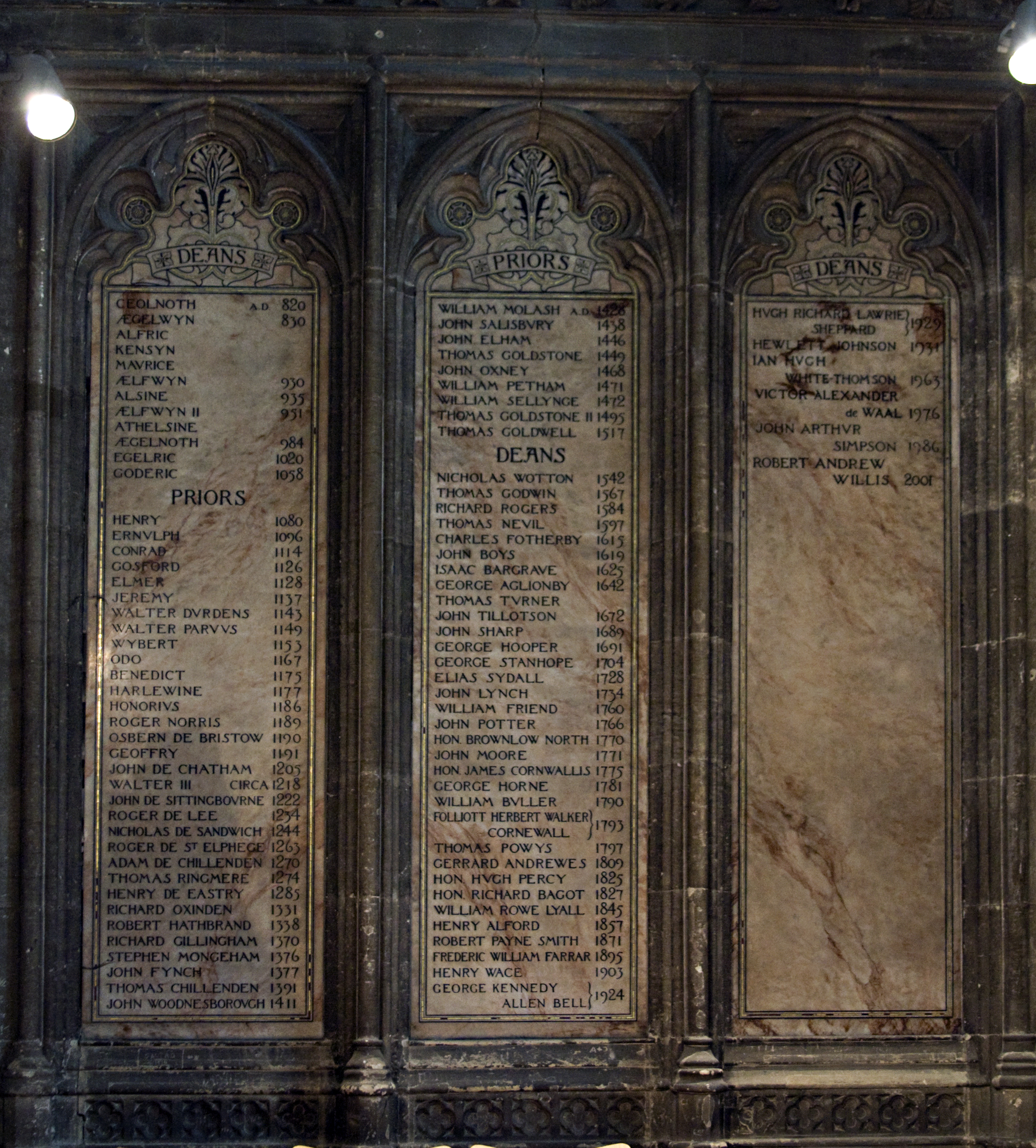
La liste des prieurs telle qu'elle apparaît dans la cathédrale de Cantorbéry.

Le prieur de Christ Church est le prieur à la tête du prieuré de la cathédrale Christ Church de Cantorbéry.

## Histoire
Un prieuré attaché à la cathédrale de Cantorbéry est fondé par l'archevêque Dunstan au Xe siècle, mais il se trouve alors sous l'autorité d'un doyen et non d'un prieur. C'est en 1080 que l'archevêque Lanfranc nomme un certain Henri prieur. La succession des prieurs dure jusqu'à la dissolution des monastères, en 1539. Avec la disparition du prieuré, le poste de doyen est rétabli.

## Liste des prieurs de Christ Church
- 1080-1096 : Henry
- 1096-1107 : Ernulf
- 1108-1126 : Conrad
- 1126-1128 : Gosford
- 1128-1137 : Elmer
- 1137-1143 : Jeremiah (en conflit avec l'archevêque Thibaut du Bec, démissionne)
- 1143-1149 : Walter Durdens
- 1149-1153 : Walter Parvus
- 1153-1167 : Wybert
- 1167-1175 : Odo
- 1175-1177 : Benedict (témoin du meurtre de Thomas Becket, il devient ensuite abbé de Peterborough)
- 1177-1179 : Harlewine
- 1179-1186 : Alan (devient ensuite abbé de Tewkesbury)
- 1186-1189 : Honorius
- 1189-1190 : Roger Norreis
- 1190-1191 : Osbern (ou Osbert) de Bristow 1190–1191 (contraint à la démission)
- 1191-1205 : Geoffry
- 1205-vers 1218 : John de Chatham
- vers 1218-1222 : Walter III
- 1222-1244 : John de Sittingbourne
- 1234-1244 : Roger de Lee
- 1263 : Roger de St Elphege
- 1264-1274 : William (ou Adam) Chillenden
- 1274-1284 : Thomas Ringmer(e) (en conflit avec ses moines, démissionne)
- 1285-1331 : Henry de Eastry (en conflit avec ses moines)
- 1331-1338 : Richard Oxinden ou Oxenden
- 1338-1370 : Robert Hathbrand
- 1370-1376 : Richard Gillingham
- 1376-1377 : Stephen Mongeham
- 1377-1391 : John Fynch
- 1391-1411 : Thomas Chillenden
- 1411-1428 : John Woodnesborough
- 1428-1438 : William Molash
- 14??-1446 : John Salisbury
- 1446-1449 : John Elham
- 1449-1468 : Thomas Goldstone (en conflit avec le maire)
- 1468-1471 : John Oxney
- 1471-1472 : William Petham
- 1472-1496 : William Sellynge
- 1495-1517 : Thomas Goldstone (II)
- 1517-1539 : Thomas Goldwell

1539 : rétablissement de la charge de doyen de Cantorbéry.